# متى الناسك
متى الناسك ويعرف أيضاً بمتى الشيخ (بالسريانية: ܡܪܝ ܡܬܝ)‏ هو راهب وقديس سرياني من القرن الرابع. ولد في قرية بالقرب من مدينة آمد (ديار بكر حالياً) لعائلة مسيحية، تلقى تعليمه في دير القديسين سرجيس وباخوس لمدة سبعة سنوات. ترهبن بعدها في دير زوقنين وسيم أيضاً ككاهن هناك. بسبب اضطهاد الإمبراطور جوليان المرتد للمسيحيين هاجر نحو مدينة نينوى واستقر هناك مع بعض الرهبان في جبل الألفاف حيث أنشئوا ديرهم هناك وألذي عرف لاحقاً بدير مار متي، عرف هناك كصانع للمعجزات وتعرف على الأميرين بهنام وسارة حيث آمنا بالمسيحية كلاهما على يده بالمسيحية مع أربعين شخص من أتباعهم بعد قيامه بشفاء سارة من مرض مستعصي، ليقوم بتعميدهم بعد ذلك. وبعد أن علم والدهم الملك سنحاريب أرسل اليهم جيش ليقوم بقتلهم بعدما رفضوا ترك المسيحية وقتلهم في منطقة دير مار بهنام. بعد قتلهم أصيب الملك بالجنون، فظهر ملاك لزوجته في الحلم وأخبرها بأن تذهب إلى متى ليشفيه، فقام متى بشفائه وآمن الملك أيضاً بالمسيحية. بعد وفاته أمر الملك بتعمير الدير وتم تسميته بإسمه. تعيد الكنائس الشرقية بعيده في يوم 18 أيلول سبتمبر من كل سنة.